# 中国人民解放军空军军医大学
中国人民解放军空军军医大学（英語：Air Force Medical University），简称空军军医大学，对外又称中国人民解放军第四军医大学（英語：Fourth Military Medical University），本部位于陕西省西安市，隶属中国人民解放军空军，是为军队培养高、中层次医学专业人才的全国重点大学。

## 沿革

### 原第五军医大学
- 1935年5月，国立中央大学医学院在南京成立[2]。
- 1937年抗日战争爆发，国立中央大学医学院迁到四川省成都市华西坝。
- 抗日战争胜利后，1946年国立中央大学医学院迁回南京。
- 1949年8月，更名国立南京大学医学院[2]。
- 1952年1月，南京大学医学院分出，改建华东军区医学院[2]。
- 1952年3月，更名中国人民解放军第三军医学院[2]。

- 1952年12月，更名中国人民解放军第五军医大学[2]。

- 1954年，撤销第五军医大学建制，部分参与组建中国人民解放军第六军医学校（后为南京铁道医学院，又并入东南大学），大部分并入中国人民解放军第四军医大学。

### 原第四军医大学
- 1941年4月，八路军晋西北军区卫生学校成立[2]。
- 1942年9月，更名八路军晋绥军区卫生学校[2]。
- 1948年12月，更名西北人民医药专门学校[2]。
- 1950年1月，升格西北军区人民医学院[2]。
- 1951年1月，更名中国人民解放军第一军医学院[2]。
- 1952年10月，升格中国人民解放军第四军医大学[2]。

### 后第四军医大学

中国人民解放军第四军医大学校徽

- 1954年7月，原第五军医大学由南京迁到西安与原第四军医大学合并成立新的中国人民解放军第四军医大学，即位于西安的现第四军医大学[2]。
- 1959年，被中央确定为全国首批20所重点大学之一[1]。
- 1995年，成为军队重点建设院校[1]。
- 1997年，成为国家首批22所“211工程”重点建设院校之一[1]。
- 1999年，中国人民解放军大连医学高等专科学校并入。
- 1999年，中国人民解放军空军医学高等专科学校并入，成为第四军医大学吉林军医学院，隶属总后勤部建制。1999年7月，交接和揭牌仪式在第四军医大学吉林军医学院举行[3]。2004年，第四军医大学吉林军医学院（原空军医学高等专科学校部分）分离，移交地方建立吉林医药学院。
- 2005年，白求恩军医学院并入。2011年，白求恩军医学院独立为中国人民解放军白求恩医务士官学校。
- 2016年，在深化国防和军队改革中，第四军医大学由中国人民解放军总后勤部转隶中央军事委员会训练管理部[4]。

### 空军军医大学

中国人民解放军空军军医大学旧校徽

- 2017年，在深化国防和军队改革中，第四军医大学转隶中国人民解放军空军，并更名中国人民解放军空军军医大学[5][6][7]。对外又称中国人民解放军第四军医大学[8]。2017年7月21日，中国人民解放军空军军医大学成立大会在西安举行，空军政委于忠福将中国人民解放军军旗授予该校校长周先志、政委季志宏[9]。

## 历任领导
| 校长 - 史书翰（1948年12月—？，西北人民医药专门学校校长，西北军区人民医学院、第一军医学院院长，第四军医大学校长） - 杨锡光（1953年3月16日—1954年，第四军医大学校长） - 蔡 翘（1952年—1954年，第五军医大学校长） - 曾育生 少将（1954年7月—1959年3月，第四军医大学校长） - 张步峰 少将（1959年3月—1964年10月，第四军医大学校长） - 涂通今 少将（1964年10月—1975年8月，第四军医大学校长） - 张录增（1975年8月—1978年3月，第四军医大学校长） - 郑文甫（1978年3月—1979年9月，第四军医大学校长） - 杨鼎成（1979年9月—1983年12月，第四军医大学校长） - 赵长伶（1983年12月—1986年11月，第四军医大学校长） - 鞠名达 少将（1986年11月—1991年10月，第四军医大学校长） - 陈景藻 少将（1991年10月—1995年6月，第四军医大学校长） - 苏 博 少将（1995年6月—2004年6月，第四军医大学校长） - 陈祥才 少将（2004年6月—2007年5月，第四军医大学校长） - 樊代明 少将（2007年5月—2012年12月，第四军医大学校长） - 赵铱民 少将（2012年12月—2015年3月，第四军医大学代理校长） - 张士涛 少将（2015年3月—2016年5月，第四军医大学校长） - 周先志 少将（2016年8月—2017年7月，第四军医大学校长；2017年7月—，空军军医大学校长） 副校长 - 王星阳（？—1954年，第五军医大学副校长） - 李炳之（？—1954年7月，西北军区人民医学院、第一军医学院副院长，第四军医大学副校长；1954年7月—1957年9月，第四军医大学副校长） - 张录增（1954年12月—1956年9月，第四军医大学副校长） - 张一民（1956年10月—1965年12月，第四军医大学副校长） - 涂通今（1956年10月—1964年11月，第四军医大学副校长） - 魏文建（1957年10月—1963年2月，第四军医大学副校长） - 薛丹浩（1962年9月—1975年9月，第四军医大学副校长） - 李其华（1963年6月—1964年11月，第四军医大学副校长） - 郝哲生（1965年7月—1974年9月，第四军医大学副校长） - 汪石坚（1966年5月—1970年7月，第四军医大学副校长） - 陈耀汉（1966年5月—1979年1月，第四军医大学副校长） - 尹 海（1970年1月—1978年5月，第四军医大学副校长） - 贺 琪（1970年1月—1978年11月，第四军医大学副校长） - 郑文甫（1972年9月—1978年7月，第四军医大学副校长） - 齐木修（1978年5月—1983年3月，第四军医大学副校长） - 王照新（1978年7月—1983年12月，第四军医大学副校长） - 刘民英（1979年1月—1983年11月，第四军医大学副校长） - 陈 华（1979年4月—1987年9月，第四军医大学副校长） - 潘 胜（1979年6月—1983年12月，第四军医大学副校长） - 鞠名达（1983年12月—1986年11月，第四军医大学副校长） - 陈景藻（1986年11月—1990年6月，第四军医大学副校长） - 陆裕朴（1986年11月—1988年8月，第四军医大学副校长） - 李荟元（1988年8月—1992年8月，第四军医大学副校长） - 于光潮（1990年6月—1994年8月，第四军医大学副校长） - 王庆舜（1992年8月—1994年3月，第四军医大学副校长） - 王根成（1993年2月—1997年10月，第四军医大学副校长） - 苏 博（1994年5月—1995年6月，第四军医大学副校长） - 沈志凯（1994年8月—2001年7月，第四军医大学副校长） - 李 康（1995年6月—1998年9月，第四军医大学副校长） - 李世春（1997年10月—2002年4月，第四军医大学副校长） - 陈胜秋 少将（1999年3月—2003年12月，第四军医大学副校长） - 朱应华 少将（2002年3月—2010年8月，第四军医大学副校长） - 郭明华 少将（2004年5月—2006年8月，第四军医大学副校长） - 樊代明 少将（2004年6月—2007年5月，第四军医大学副校长） - 殷进功 大校（2006年8月—2013年11月，第四军医大学副校长） - 王 茜 大校（2009年—，第四军医大学副校长） - 路陆喜 大校（2010年8月—，第四军医大学副校长） - 张永红 大校（2013年11月—，第四军医大学副校长） | 政治委员 - 刘庆珊（1948年12月—？，西北人民医药专门学校、西北军区人民医学院、第一军医学院、第四军医大学政治委员；1955年10月—1964年7月，第四军医大学政治委员） - 薛峰（？—1954年，第四军医大学政治委员） - 万恩甫（？—1954年，第五军医大学政治委员） - 刘庆珊 大校（1955年10月—1964年7月，第四军医大学政治委员） - 李其华 大校（1964年11月—1966年3月，第四军医大学政治委员） - 康立泽（1966年3月—1973年8月，第四军医大学政治委员） - 宋 昆（1977年3月—1978年11月，第四军医大学政治委员） - 李景展（1979年7月—1983年8月，第四军医大学政治委员） - 李凯夫（1979年7月—1983年8月，第四军医大学第二政治委员） - 肖进前（1981年5月—1986年7月，第四军医大学政治委员） - 赵长伶 少将（1986年11月—1991年11月，第四军医大学政治委员） - 李林东 少将（1991年11月—2001年10月，第四军医大学政治委员） - 孙长新 少将（2001年10月—2009年1月，第四军医大学政治委员） - 戴旭光 少将（2008年12月—2015年9月，第四军医大学政治委员） - 季志宏 少将（2015年9月—2017年7月，第四军医大学政治委员；2017年7月—，空军军医大学政治委员） 副政治委员 - 马从忻（？—？，西北人民医药专门学校副政治委员） - 鲁生（？—1954年，西北军区人民医学院、第一军医学院、第四军医大学副政治委员） - 陈念棣（？—1960年10月，第四军医大学副政治委员） - 张希平（1960年5月—1978年1月，第四军医大学副政治委员） - 范溥渊（1963年6月—1983年12月，第四军医大学副政治委员） - 段维绍（1970年1月—1972年4月，第四军医大学副政治委员） - 王澄野（1971年5月—1981年1月，第四军医大学副政治委员） - 朱 斌（1975年7月—1980年5月，第四军医大学副政治委员） - 苛纪明（1976年2月—1979年2月，第四军医大学副政治委员） - 张国良（1977年10月—1979年4月，第四军医大学副政治委员） ...... - 罗振江 少将（1999年6月—2001年7月，第四军医大学副政治委员） - 路 刚 少将（？—2005年，第四军医大学副政治委员） - 戴旭光 大校（2005年10月—2008年12月，第四军医大学副政治委员） - 刘侃佳 大校（2010年—2014年，第四军医大学副政治委员） - 王有山 大校（2014年—，第四军医大学副政治委员） 顾问 - 晋希哲（1977年10月—1979年4月） - 张希平（1978年1月—1981年6月） - 薛丹浩（1978年2月—1983年2月） - 苛纪明（1979年1月—1983年3月） - 张国良（1979年4月—1981年7月） - 王仁济（1979年7月—1981年7月） - 柳 静（1981年8月—1983年2月） - 潘 胜（1983年12月—1985年4月） |

## 机构设置
2017年时，学校机关设训练部、政治部、校务部、科研部、研究生院，下辖基础部、航空航天医学系、生物医学工程系、军事预防医学系、药学系、口腔医学系、护理系、医学心理系、全科医学系，研究生管理一大队、研究生管理二大队、干部轮训大队、学员旅，第一附属医院（西京医院）、第二附属医院（唐都医院）、第三附属医院（口腔医院）。

## 专业设置
截至2017年，学校有生长干部学历教育、研究生教育、任职教育3个培养层次165个培训专业。学校是国务院批准的第一批博士、硕士学位授权单位，有硕士学位一级授权学科13个，博士学位一级授权学科11个，博士后流动站10个。有25个学科排名全国前10名，2个学科排名全国第一（消化学、细胞生物学），6个学科领域进入ESI世界前1%。学校有全军医学专业重点实验室15个，全军医学专科中心28个，国家临床重点专科军队建设项目20个，国家临床医学研究中心2个，国家重点实验室2个，国家重大科研基础设施1个，国家重点和培育学科19个。2017年招生的本科专业有：
- 临床医学
- 口腔医学
- 生物医学工程
- 生物技术
- 药学[1]

## 附属医院
- 西京医院（空军军医大学第一附属医院）
- 唐都医院（空军军医大学第二附属医院）
- 口腔医院（空军军医大学第三附属医院）
- 中国人民解放军空军第九八六医院